# Pikmin (série)
Pikmin (ピクミン, Pikumin) é uma série de jogos eletrônicos de estratégia em tempo real e puzzle criada por Shigeru Miyamoto, desenvolvida e publicada pela Nintendo. Os jogos focam na direção de uma horda de criaturas semelhantes a plantas chamadas de Pikmin, com o objetivo de coletar itens, destruir obstáculos, evitar ameaças e lutar contra a fauna que apresenta perigo para o protagonista e os Pikmin.
A série inclui quatro títulos principais e dois spin-offs. Os dois primeiros, Pikmin, lançado em 2001, e Pikmin 2, lançado em 2004, foram lançados para o console GameCube e mais tarde para o Wii como parte da série New Play Control! em 2008 e 2009, respectivamente. Pikmin 2 também foi relançado como parte da linha Nintendo Selects em 2012. Um terceiro título, Pikmin 3, foi lançado em 2013 para o Wii U. O primeiro jogo da série para um console portátil, intitulado Hey! Pikmin, foi lançado para o Nintendo 3DS em 2017. Pikmin 4 foi anunciado que estava em desenvolvimento por Miyamoto em setembro de 2015, e foi oficialmente confirmado durante uma Nintendo Direct em setembro de 2022, seu lançamento ocorreu em 21 de julho de 2023 para o console Nintendo Switch.

## Desenvolvimento
| 2001 | Pikmin                       |
| 2002 |                              |
| 2003 |                              |
| 2004 | Pikmin 2                     |
| 2005 |                              |
| 2006 |                              |
| 2007 |                              |
| 2008 | Pikmin (New Play Control!)   |
| 2009 | Pikmin 2 (New Play Control!) |
| 2010 |                              |
| 2011 |                              |
| 2012 |                              |
| 2013 | Pikmin 3                     |
| 2014 |                              |
| 2015 |                              |
| 2016 |                              |
| 2017 | Hey! Pikmin                  |
| 2018 |                              |
| 2019 |                              |
| 2020 | Pikmin 3 Deluxe              |
| 2021 | Pikmin Bloom                 |
| 2022 |                              |
| 2023 | Pikmin 1+2                   |
| 2023 | Pikmin 4                     |
| 2023 | Pikmin Finder                |

### 2001–2003: Pikmin
Pikmin é o primeiro jogo da série, lançado em 2001. O enredo do jogo foca na história do Capitão Olimar, depois de ter feito um pouso de emergência em um planeta desconhecido e construído uma amizade com criaturas híbridas entre plantas e animais, que ele chama de Pikmin. Olimar precisa reunir os pedaços perdidos de sua nave espacial quebrada para escapar, antes que seu suprimento de ar acabe completamente e ele sucumba à atmosfera rica em oxigênio do planeta, que é venenosa para sua espécie. Pikmin apresenta três finais, que dependem do número de peças da nave espacial recuperadas. Recuperar todas as trinta partes até o último dia resulta no melhor final: Olimar se despede dos Pikmin, que passam a se defender sozinhos à noite, enquanto as Cebolas de várias cores observam sua partida enquanto ele olha para trás no planeta desconhecido antes de voltar para casa. Caso o jogador conseguir recuperar pelo menos as vinte e cinco partes necessárias até o último dia,  vai resultar no final normal: Olimar parte rapidamente, enquanto um de cada tipo de Pikmin corre em direção ao seu navio para vê-lo partir. Por fim, não conseguir recuperar as vinte e cinco partes necessárias até o último dia resulta no final ruim: Olimar cai de volta ao planeta, sucumbe ao envenenamento por oxigênio e é levado por vários Pikmin para ser colocado em uma Cebola, que o converte em um híbrido Pikmin-Hocotatiano.
Pikmin foi portado para o Wii em 2009 como um título New Play Control!, que foi disponibilizado no serviço Virtual Console do Wii U na América do Norte em 2016. Uma remasterização HD do jogo foi lançada para Nintendo Switch em 2023.

### 2004–2012: Pikmin 2
Pikmin 2, lançado em 2004, se passa imediatamente após os eventos de Pikmin original. Quando Olimar retorna ao seu planeta, Hocotato, ele descobre que seu empregador, a empresa Frete de Hocotato, havia criado dívidas severas. Quando o presidente da companhia descobre que o souvenir que Olimar havia trazido com ele tinha valor significativo, ele ordena que Olimar e Louie, outro empregado, voltem ao planeta dos Pikmin para juntar tesouros com o objetivo de pagar as dívidas. O principal objetivo do Pikmin 2 é coletar o lixo humano que é referido como tesouro em Hocotato, incluindo tampas de garrafa e gadgets. O jogador controla Olimar e Louie, alternando entre os dois personagens, a fim de dividir e realizar mais tarefas durante um único dia. Ao contrário do primeiro jogo, Pikmin 2 não tem prazo específico, então o jogador pode passar quantos dias desejar para coletar todo o tesouro.
Como seu antecessor, Pikmin 2 foi portado para o Wii em 2009 (2012 na América do Norte) como um título New Play Control!, que foi disponibilizado no serviço Virtual Console do Wii U na Europa em 2016. Uma remasterização HD do jogo foi lançada para Nintendo Switch em 2023.

### 2013–2022: Pikmin 3
Shigeru Miyamoto mencionou sobre a possibilidade de um novo jogo Pikmin em uma entrevista de julho de 2007 com a IGN, dizendo: "Eu certamente não acho que vimos o último de Pikmin. Eu definitivamente gostaria de fazer algo com eles, e acho que a interface do Wii, em particular, é muito adequada para essa franquia". Em uma entrevista posterior, para o site CNET, em abril de 2008, relatou que Miyamoto "estava olhando para os próximos projetos do Wii, mencionando seu desejo de continuar com a série Pikmin." Um novo jogo da franquia foi confirmado na E3 2008 durante a reunião de desenvolvedores da Nintendo, na qual Miyamoto afirmou que sua equipe estava trabalhando em uma novo título na série. Miyamoto confirmou que Pikmin 3 seria lançado no Wii. Ele também afirmou que os controles do Wii estavam "funcionando bem" com o jogo. Apesar disso, um anúncio revelado em outubro de 2008 de um relançamento dos dois primeiros jogos Pikmin para o Wii com controles de movimento atualizados, levantou preocupações sobre se Pikmin 3 estava de fato em desenvolvimento. No entanto, em uma entrevista subsequente com o IGN, ficou claro que os relançamentos de Pikmin e Pikmin 2 sob o título New Play Control! foram separados de Pikmin 3. O jogo não foi mostrado na E3 2009, 2010 ou 2011, mas Miyamoto confirmou em junho de 2010 que o jogo ainda estava em desenvolvimento. Na mesa redonda de Miyamoto na E3 2011, Miyamoto afirmou que o desenvolvimento de Pikmin 3 foi movido para o Wii U, o sucessor do Wii. Em 15 de abril de 2012, Miyamoto disse em uma entrevista em espanhol que um novo jogo Pikmin e um novo jogo da série New Super Mario Bros serão apresentados para o Wii U na E3 2012. Ele também acrescentou o comentário: "Qualquer um que jogou os jogos Pikmin originais vai gostar de jogá-lo."
Em 5 de junho de 2012, na conferência de imprensa da Nintendo na E3, Pikmin 3 foi anunciado e apresentou um trailer que revelou a inclusão do novo Pikmin pedra. Seis dias depois, um segundo trailer foi lançado que revelou o novo Winged Pikmin e outros aspectos do jogo. Pikmin 3 foi adiado e, em vez disso, lançado em meados de 2013.
Em 5 de agosto de 2020, a Nintendo anunciou Pikmin 3 Deluxe, um port aprimorado de Pikmin 3 para o Nintendo Switch, com o lançamento para 30 de outubro de 2020 via Twitter.

### 2023–presente: Pikmin 4
Em setembro de 2015, Miyamoto disse que Pikmin 4 estava em desenvolvimento e "muito perto de ser concluído". Na E3 2017, ele disse que seu desenvolvimento ainda estava progredindo. Pikmin 4 foi anunciado oficialmente em uma Nintendo Direct em 13 de setembro de 2022 e lançado em 21 de julho de 2023 no Nintendo Switch.

### Jogos derivados

#### Hey! Pikmin(2017)
Um título da série para o Nintendo 3DS foi anunciado em uma Nintendo Direct em setembro de 2016 como um jogo de ação com rolagem lateral, com uma data de lançamento de 2017. Em uma Nintendo Direct em abril de 2017, o título do jogo foi anunciado como Hey! Pikmin e sua data de lançamento foi confirmada para 28 de julho de 2017. O jogo foi desenvolvido pela japonesa Arzest.